# 白鸞
白鸞（1458年—1503年），字孟禽，陝西鳳翔府寶雞縣人，民籍，明朝政治人物。

## 生平
成化二十二年（1486年）丙午科陝西鄉試第六十名舉人，二十三年（1487年）中式丁未科會試第二十五名，三甲第一百一十八名進士。弘治三年（1490年）二月授浙江道監察御史，八年巡按山西，因事謫曲周縣丞，弘治十二年（1499年）遷章丘縣知縣，丁憂歸，十六年（1503年）卒。

## 家族
曾祖白和；祖父白昇；父白信，封監察御史。母張氏。具庆下。